# Slots- og Kulturstyrelsen
Slots- og Kulturstyrelsen är ett direktorat i Danmark. Det ansvarar för kulturliv och kulturav. Det bildades 2016 genom att Kulturstyrelsen och Styrelsen for Slotte og Kulturejendomme slogs samman. Dess säte ligger i Köpenhamn, men det har också en betydande enhet i Nykøbing Falster samt ett antal lokala kontor.
Organisationen förvaltar Danmarks slott och andra kulturegendomar som ligger under Kulturministeriet som t.ex. världsarv i Danmark. Dess ansvarsområde omfattar även museer, folkhögskolor, bibliotek, media, teater ochmusik.